# Īl Bolāghī
Īl Bolāghī (persiska: يلبُلاغی, ایل بلاغی, Īlbolāghī, شاه بلاغی) är en ort i Iran.   Den ligger i provinsen Västazarbaijan, i den nordvästra delen av landet, 700 km nordväst om huvudstaden Teheran. Īl Bolāghī ligger 1 315 meter över havet och antalet invånare är 503.
Terrängen runt Īl Bolāghī är huvudsakligen kuperad, men åt sydväst är den platt.Runt Īl Bolāghī är det ganska tätbefolkat, med 75 invånare per kvadratkilometer. Närmaste större samhälle är Qarah Ẕīā' od Dīn, 15,3 km söder om Īl Bolāghī. Trakten runt Īl Bolāghī består i huvudsak av gräsmarker.